# Canon EOS 500
Canon EOS 500 (на японском рынке — EOS Kiss, на американском — EOS Rebel XS) — малоформатный однообъективный зеркальный фотоаппарат с автофокусом.
Пришёл на смену Canon EOS 1000FN и занял нижнюю часть линейки Canon EOS. Выпускался с сентября 1993 года по 1996 год, когда на смену пришла модель Canon EOS 500N.

## Технические характеристики
- Ускоренная зарядка фотоплёнки.
- Взвод затвора и перемотка фотоплёнки встроенным электроприводом.
- Источник питания — два элемента CR123A/DL123A.
- Ввод значений светочувствительности материала — DX-кодом или вручную.
- Информация о работе фотокамеры отображается на ЖК-дисплее.

Режимы автоматики:
- Приоритет выдержки;
- Приоритет диафрагмы;
- Режим программной линии, программы:
  - Портрет;
  - Пейзаж;
  - Спорт;
  - Макросъёмка;

а также ручное управление фотокамерой.
- Экспокоррекция ± 2 eV.
- Диапазон отрабатываемых выдержек от 30 до 1/2000 сек и выдержка от руки.
- Выдержка синхронизации 1/90 с.
- Электронный автоспуск с временем задержки 10 сек.

Фотоаппарат комплектуется объективами с переменным фокусным расстоянием, с «прыгающей» диафрагмой, с автофокусировкой.
Выпускались три варианта комплектации объективами:
1. Canon EF 35-80 mm f/4,0-5,6 II
2. Canon EF 35-105 mm f/4,5-5,6 USM
3. Canon EF 28-80 mm f/3,5-5,6 II USM и Canon EF 80-200 mm f/4,5-5,6 II USM

## Галерея

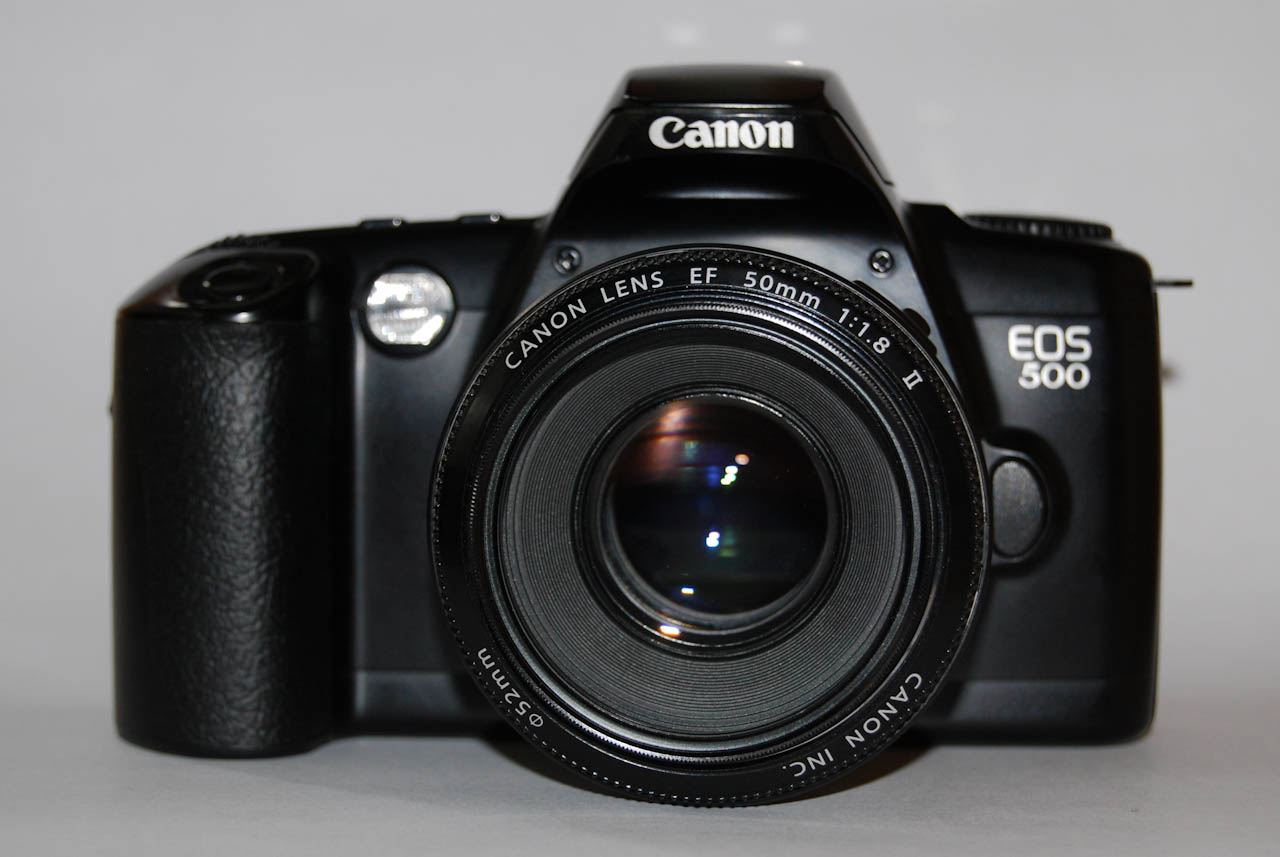
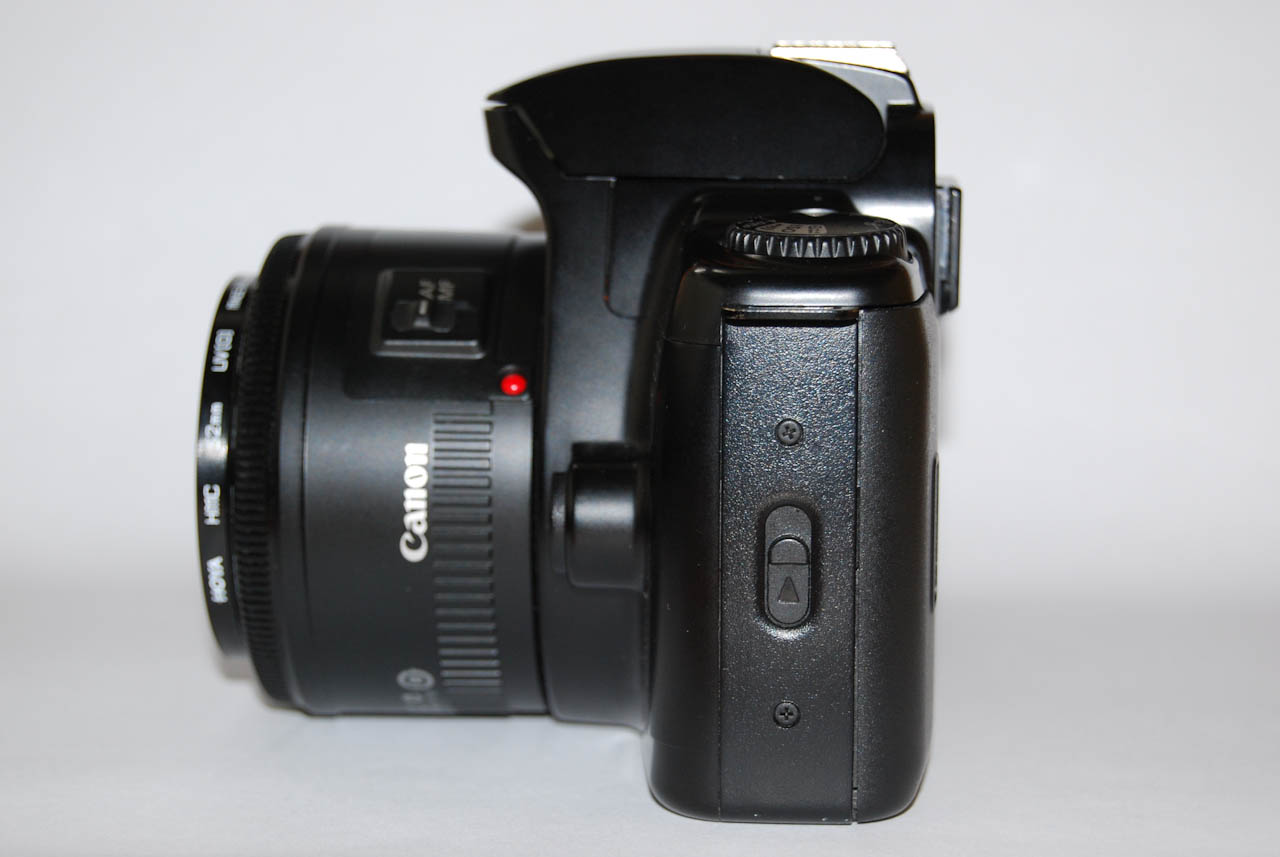
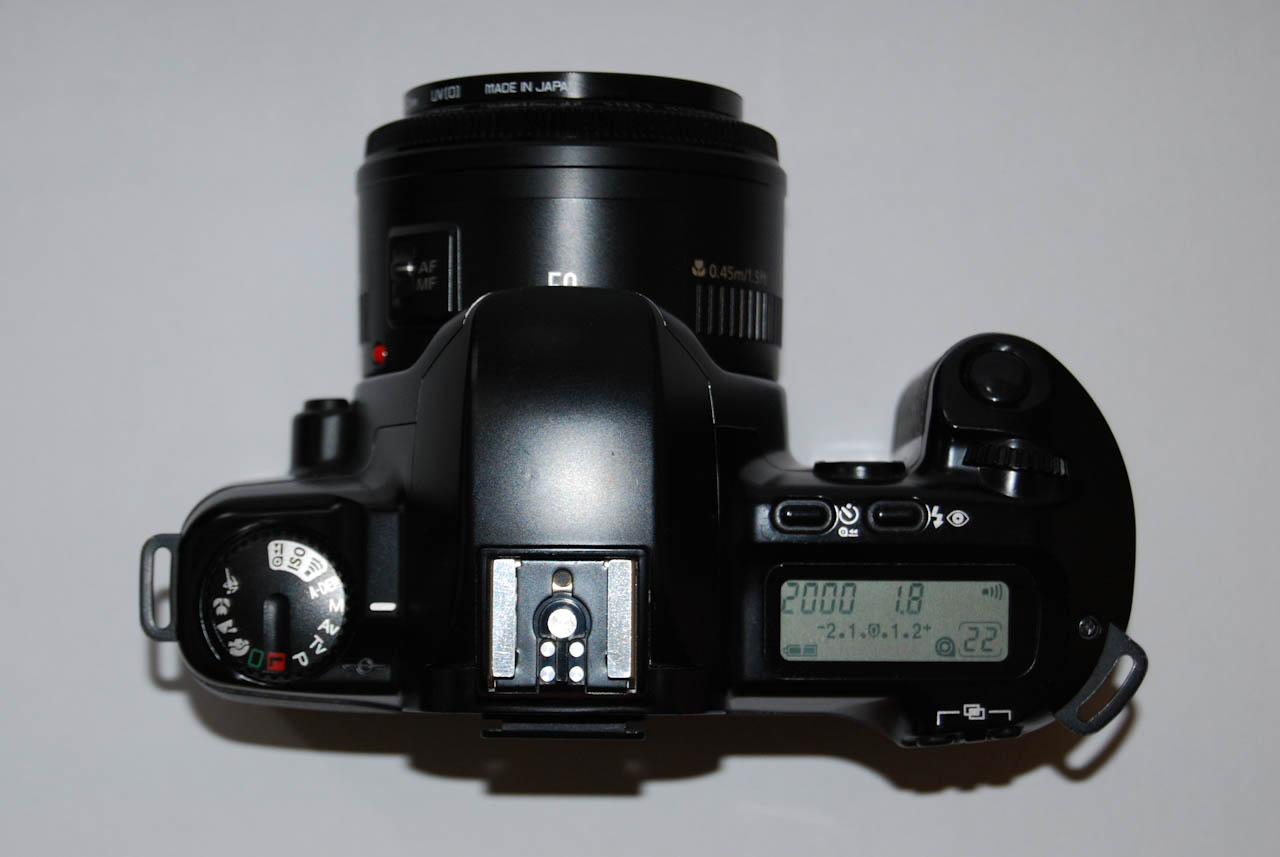
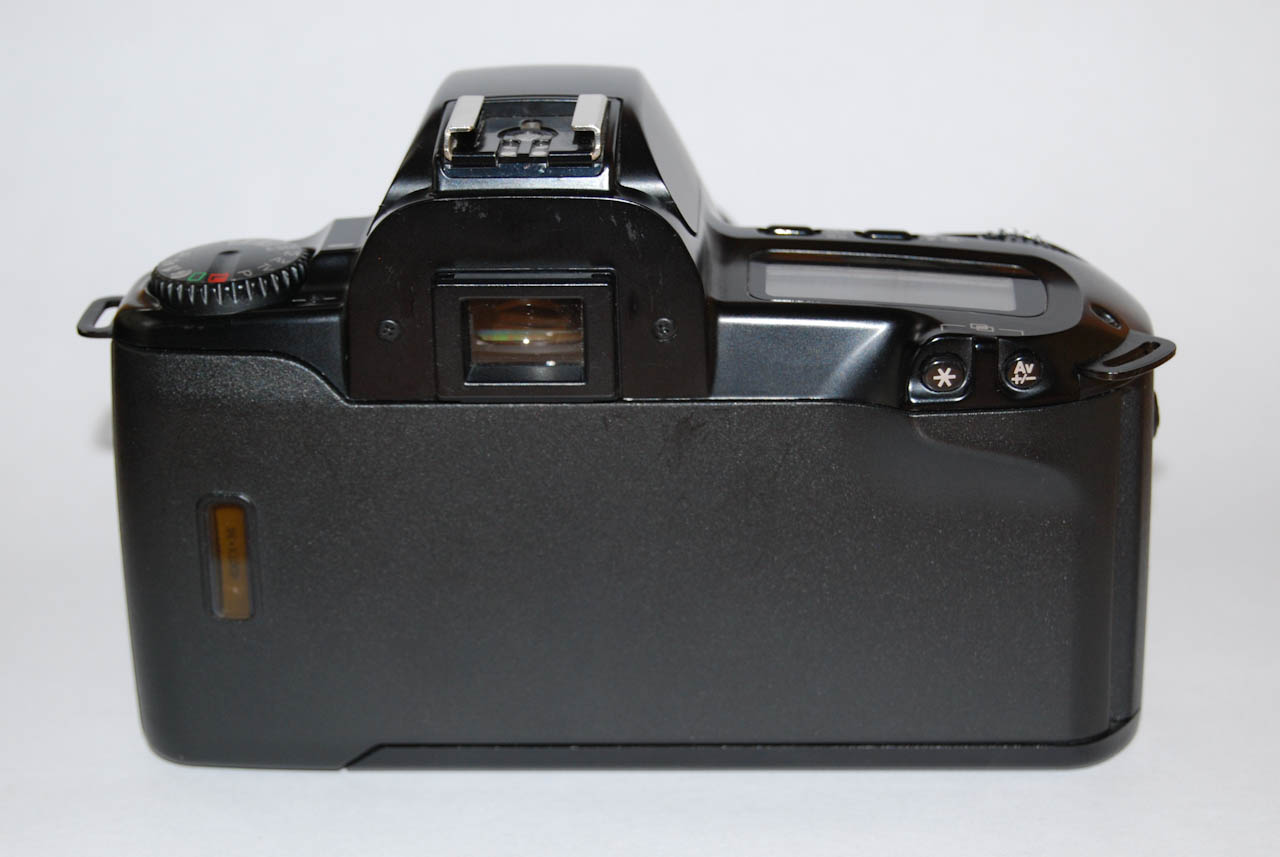
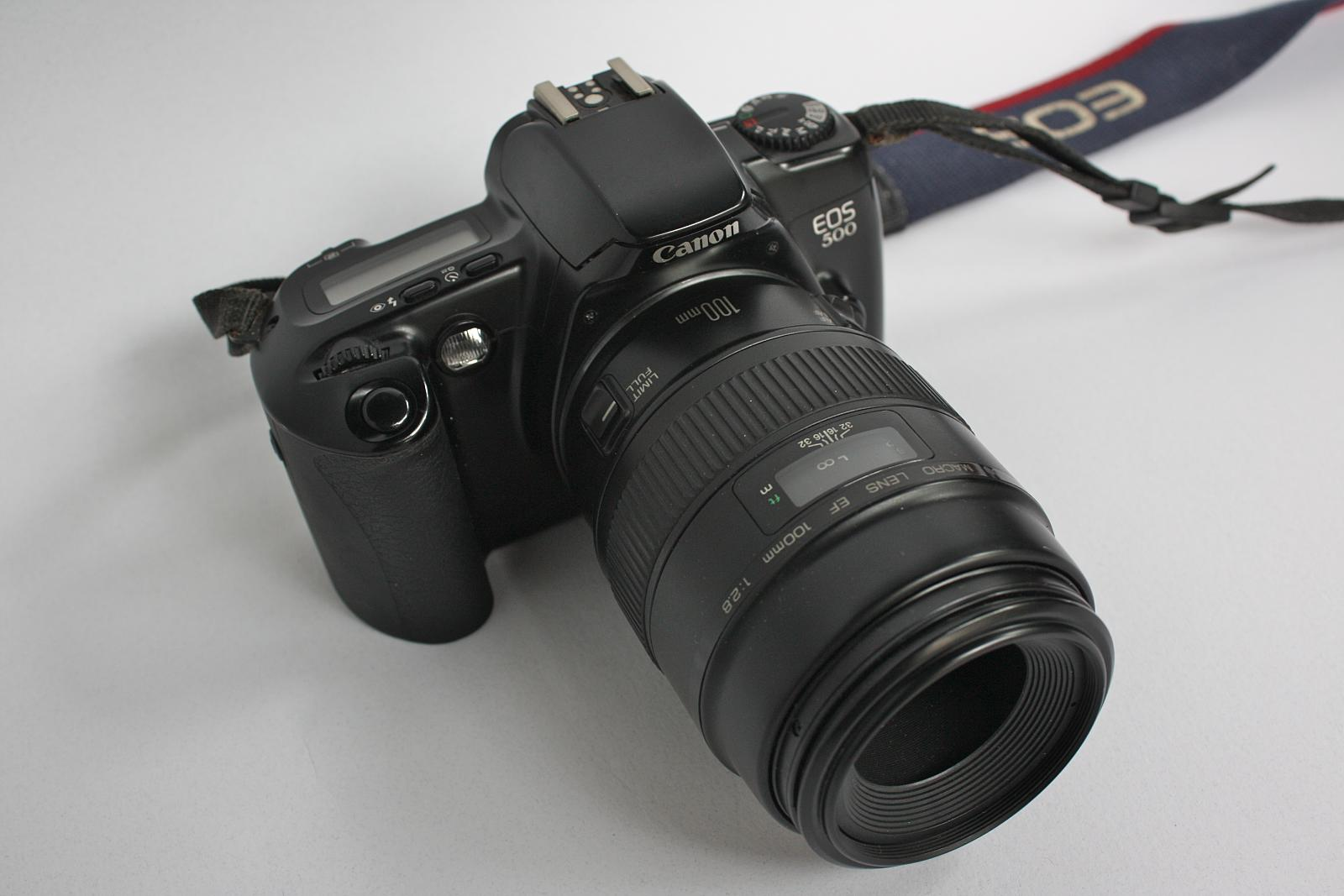